# Christoph Prantner

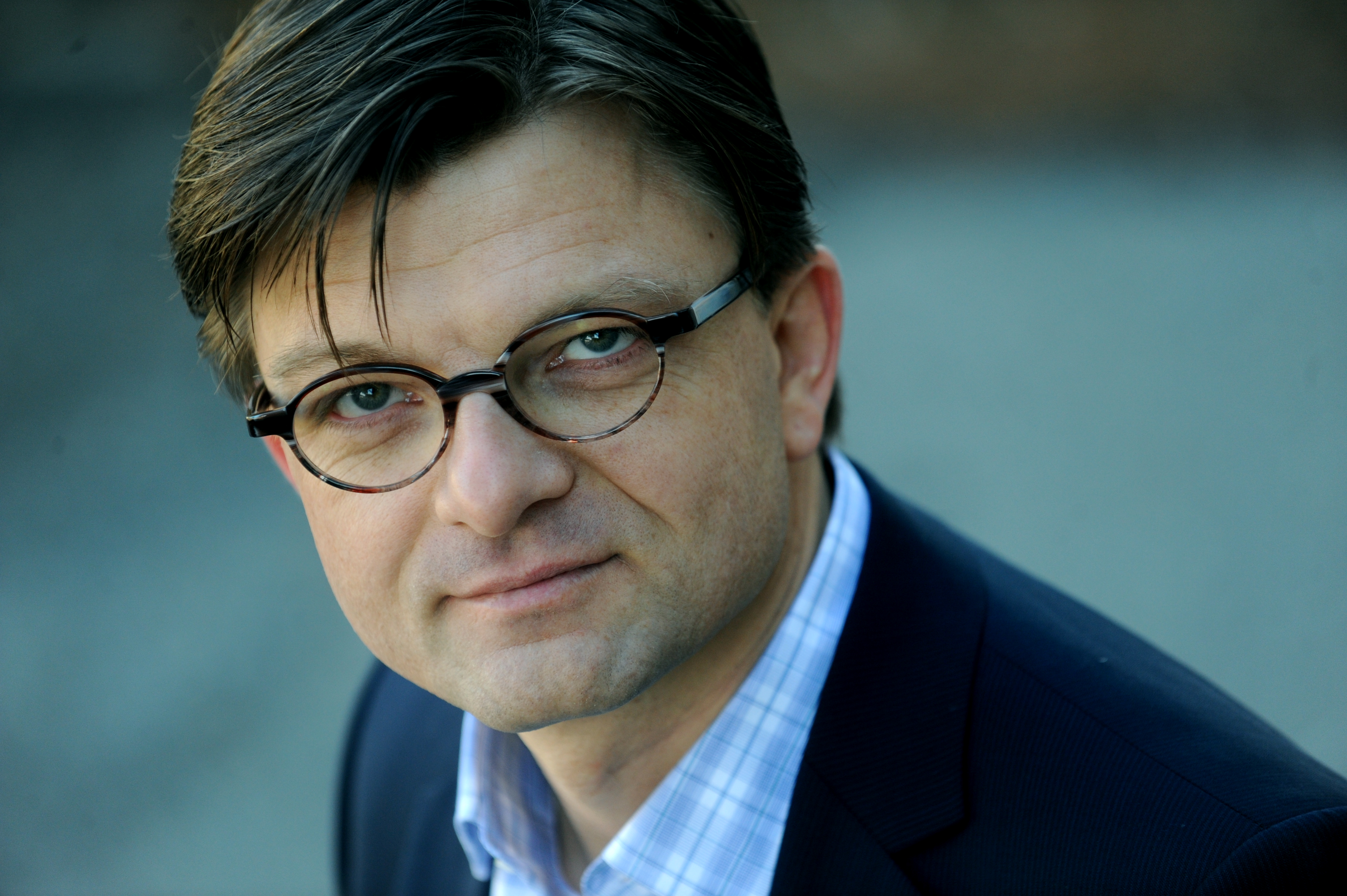
Christoph Prantner (2017)

Christoph Prantner (* 20. Mai 1971 in Meran) ist ein österreichischer Journalist. Er ist seit Juli 2025 Executive Director Communications der Erste Stiftung in Wien.

## Leben
Prantner hat in Wien und Los Angeles Philosophie, Geschichte und Politikwissenschaften studiert. Ab 1997 arbeitete er für den Standard – zunächst als Mitglied des Chronik-Ressorts, dann in der außenpolitischen Redaktion. Von 2007 bis 2013 war er Auslandschef des Blattes. Von 2013 bis 2019 verantwortete er als Leitender Redakteur die Meinungsseiten des Standard. Auf derStandard.at verfasste er einen Blog unter dem Titel Prantners Perspektiven.
Prantner war er von 2020 bis Ende 2021 Deutschlandkorrespondent der Tageszeitung Neue Zürcher Zeitung in Berlin. 2021 bis 2025 leitet Prantner die Stabsstelle für Strategie und Planung des österreichischen Außenministeriums in Wien. Im Juli 2025 wechselte er als Kommunikationschef zur Ersten Stiftung.  